# Stuart Cable

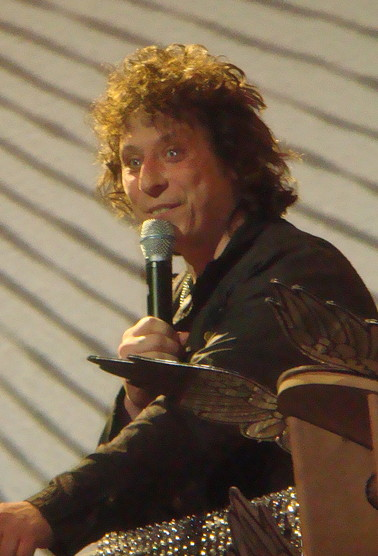
Stuart Cable

Stuart Cable (Aberdare, 19 mei 1970 - aldaar, 7 juni 2010) was een Brits drummer en presentator.
Cable was een van de originele leden van de groep Stereophonics. Sinds 2002 werkte hij als televisie- en radiopresentator bij BBC Wales. Deze werkzaamheden veroorzaakten zijn breuk bij Stereophonics.
In september 2003 werd hij de band uitgezet.
Hij drumde hierna nog bij de hardrockband Stone Gods en had vlak voor zijn dood een nieuwe band Killing for Company.
Op 7 juni 2010 werd hij dood in zijn huis in Wales gevonden.
- Gemeinsame Normdatei: 138134022
- International Standard Name Identifier: 0000 0000 8000 8790
- Library of Congress Control Number: no2010061017
- MusicBrainz: 47568d4f-5263-4e65-a5d4-1b76a596295d
- Nationale Bibliotheek van Tsjechië: xx0164527
- Nederlandse Thesaurus van Auteursnamen: 331426781
- Virtual International Authority File: 67683450
- WorldCat: E39PBJtmmVP4C7XvmdqKfpFVG3